# Melanerpes aurifrons
Melanerpes aurifrons е вид птица от семейство Picidae.

## Разпространение
Видът е разпространен в Белиз, Гватемала, Мексико, Никарагуа, Салвадор, САЩ и Хондурас.